# Шадов, Иоганн Готфрид
Иоганн Готфрид Шадов (нем. Johann Gottfried Schadow; 20 мая 1764, Берлин — 27 января 1850, Берлин) — немецкий скульптор, педагог и теоретик искусства. Представитель академического классицизма. Был основателем и одним из главных представителей берлинской классицистической школы скульптуры начала XIX века, так называемого прусского эллинизма.

## Биография
Шадов родился в семье портного Готфрида Шадова (1738—1788) и Анны Катарины Ниллес (1740—1797). Предки семьи были фермерами в округе Тельтов (Бранденбург). Отец переехал в Берлин. Иоганн Готфрид Шадов был старшим сыном, имел четверо братьев и сестёр.

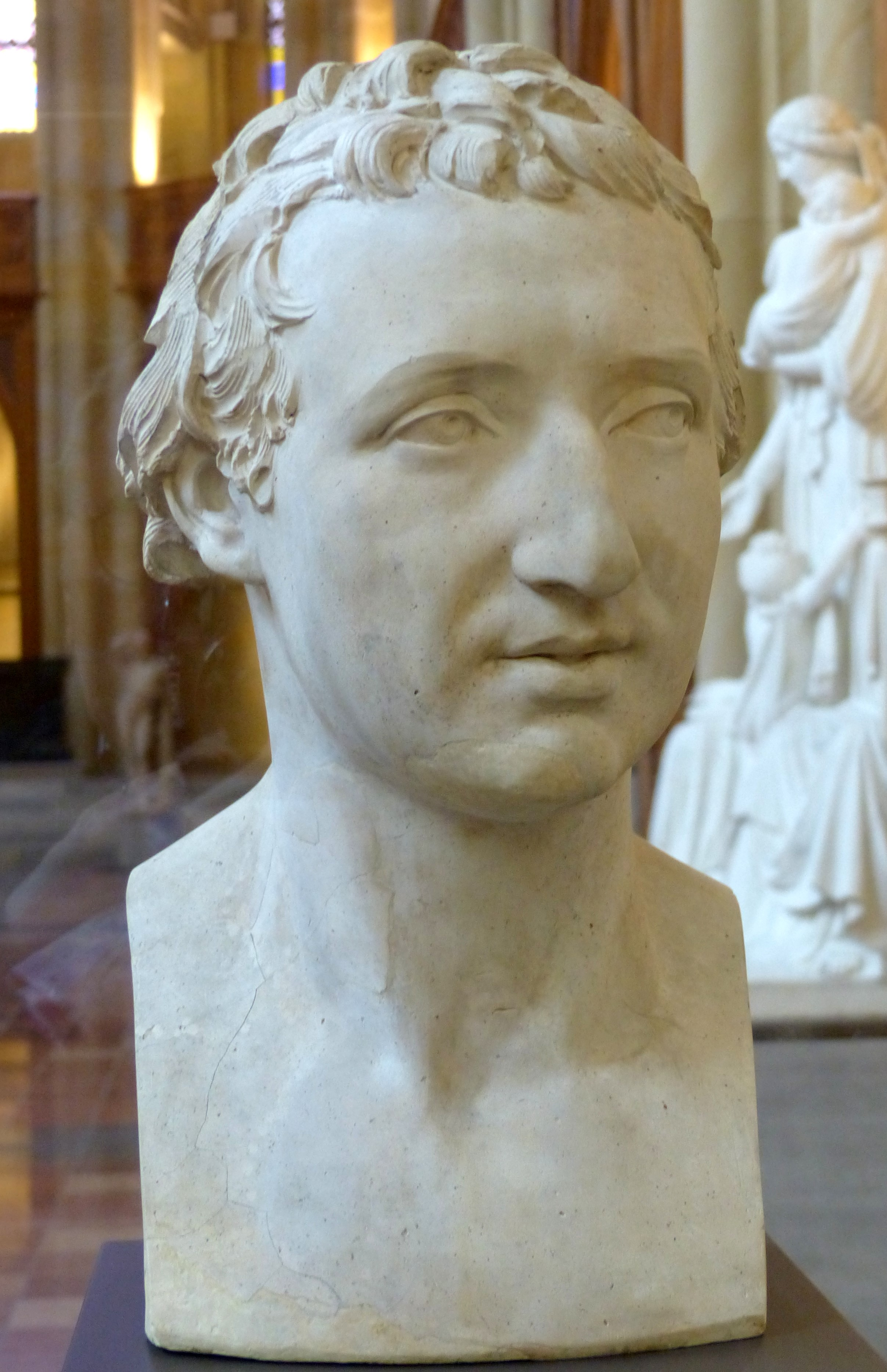
И. Г. Шадов. Автопортрет. 1791. Мрамор. Фридрихсвердерская церковь (Музей К. Ф. Шинкеля), Берлин

Шадов и его братья посещали гимназию. Когда отец признал талант старшего сына к рисованию, он в 1776 году направил его к художнику Джованни Баттиста Сельвино. Осенью 1778 года Иоганн Готфрид стал учеником прусского придворного скульптора Жан-Пьер-Антуана Тассара, работавшего в Берлине по приглашению прусского короля Фридриха II Великого. У Тассара, который был директором Королевской скульптурной мастерской, Шадов учился технике работы в мраморе. В 1778 году он начал своё образование в Прусской королевской академии искусств, где посещал класс обнажённой натуры.
В феврале 1785 года он сбежал со своей возлюбленной Марианной Девидельс в Вену к своему будущему тестю. По пути в апреле 1785 года он остановился в Дрездене у живописца-портретиста Антона Граффа. Затем на деньги своего тестя отправился в Италию. В июне 1785 года он прибыл в Венецию, в июле добрался до Флоренции и, наконец, до Рима. Здесь он ненадолго присоединился к мастерской Александра Триппеля, но затем предпочел самостоятельно изучать античную скульптуру. В следующем году он получил приз Римской академии за скульптурную группу «Персей освобождает Андромеду». Он дружил с немецким живописцем-портретистом Генрихом Фюгером, австрийским скульптором Францем Антоном фон Цаунером и итальянским скульптором Антонио Кановой.
25 августа 1785 года он женился на Марианне Девидельс, дочери венского ювелира Самуэля Девидельса. В Риме Шадов обратился в католичество (его жена родом из Праги была католичкой). В 1786 году в Риме у него родился сын Карл Зено Рудольф (Ридольфо) Шадов, который стал его учеником, а позднее и успешным скульптором.
По возвращении в Берлин в 1787 году Шадов снова принял протестантизм, не в последнюю очередь для того, чтобы иметь возможность получить работу на прусской государственной службе. Сначала он стал живописцем по фарфору на Королевской фарфоровой мануфактуре. Жан-Пьер Тассар, учитель Шадова, скончался в январе 1788 года. По приказу короля Шадов взял на себя последний заказ Тассара: надгробие графа Александра фон дер Марка (1788—1791), умершего мальчиком, в Доротеенкирхе. Он создал композицию в виде саркофага с фигурой «уснувшего» мальчика. При этом он заменил казавшийся теперь поверхностным стиль рококо на более строгое классицистическое решение, навеянное античностью.
В том же январе 1788 года он был назначен действительным членом Академии художеств. Он стал учителем скульптуры и одним из пяти ректоров. Его отец умер в феврале. В сентябре родился второй сын Фридрих Вильгельм, ставший известным художником. Осенью 1788 года Шадов вместо скончавшегося Тассара занял должности руководителя скульптурной мастерской и секретаря Прусской королевской академии искусств.
В апреле 1805 года он стал вице-директором академии, в 1816 году её директором. В июне 1805 года он и его семья переехали в новый дом на нынешнем Шадовштрассе 10/11 в районе Берлин-Митте. Шадов жил там до своей смерти в 1850 году.
В 1814 году Шадов основал Берлинскую ассоциацию художников (Berlinischen Künstlerverein) и стал её председателем.
В 1815 году Шадов овдовел. В 1817 году он женился на Каролине Генриетте Розенштиль (1784—1832). С ней у него было четверо детей, родившихся между 1818 и 1824 годами. В последующие годы он совершил поездки в Дрезден (1820), в Виттенберг на открытие памятника М. Лютеру (1821) и со своим братом Рудольфом в Гамбург и Любек (1823). Со следующего года он стал активно участвовать в политической жизни и в 1827 году был избран депутатом Берлина.
Шадов принадлежал к берлинской масонской ложе «Friedrich Wilhelm zur gekrönten Gerechtigkeit». Он также занимал руководящие должности в «Великой ложи Пруссии Королевского Йорка дружбы» (Große Loge von Preußen genannt Royal York zur Freundschaft) в качестве представителя Великой Ложи Гамбурга и первого главы «Внутреннего Востока».
В 1836 году Шадову пришлось перенести операцию на глазах. Ограничение зрения стало горьким препятствием для его творчества. Он мог лишь немного рисовать, но не мог работать скульптором. Шадов был награждён рыцарским орденом «Красного Орла» и орденом Pour le Mérite («За заслуги»).
Он был особенно горд, когда его сын Вильгельм — сначала его ученик, а затем известный художник — был возведен в наследственное прусское дворянство. Несмотря на болезнь Шадов оставался продуктивным даже в пожилом возрасте. В 1849 году опубликовал мемуары. Шадов мирно скончался в окружении своих детей 27 января 1850 года в возрасте 85 лет в Берлине. Он был похоронен на кладбище Доротеенштадт в Берлине-Митте.

## Творчество
В 1793 году Шадов создал одно из своих самых известных произведений: модель квадриги для недавно возведённых Бранденбургских ворот по распоряжению прусского короля Фридриха Вильгельма II по проекту архитектора Карла Готтгарда Лангганса (1789—1791). «Ворота мира» (Friedenstor) были задуманы в качестве отражения в архитектурных формах событий внутренней и внешней политики короля Пруссии, «усмирившего Нидерланды». Посредством этого сооружения, основанного на ассоциации с Пропилеями Акрополя в Афинах, Фридрих Вильгельм II сравнивал себя с древнегреческим стратегом Периклом и представил себя правителем, который принесёт Пруссии «золотой век». На этой имперской идеологии основывался новый художественный стиль и школа скульптуры начала XIX века, так называемого прусского эллинизма, создателем которых вместе с архитектором Карлом Фридрихом Шинкелем и скульптором Кристианом Даниэлем Раухом считается Шадов.
Скульптуру и аллегорические рельефы выполняли многие скульпторы под руководством Шадова. Колесницу с квадригой коней, управляемой древнеримской богиней победы Викторией, — главное украшение Бранденбургских ворот, король и архитектор предусмотрели ещё в первых эскизах. Предполагается, что образцом этой идеи послужил Мавзолей в Галикарнасе — одно из семи чудес света. Колесница Победы обращена на восток и изображает «вхождение мира в Берлин». Вначале предполагалась вызолоченная скульптурная группа, но Сенат Академии искусств, поддержанный королём, в 1793 году рекомендовал не золотить квадригу. Она была отчеканена из листовой меди толщиной 2 мм.
Вначале знак победы Виктории «состоял из шлема, прикреплённого к копью, доспехов и двух щитов» на «античный манер». Однако после победы над Наполеоном в 1814 году он был изменён согласно эскизу архитектора Шинкеля. Копьё Виктории теперь венчал дубовый венок, опоясавший железный крест, на котором восседал коронованный прусский орёл с распростёртыми крыльями.

## Галерея

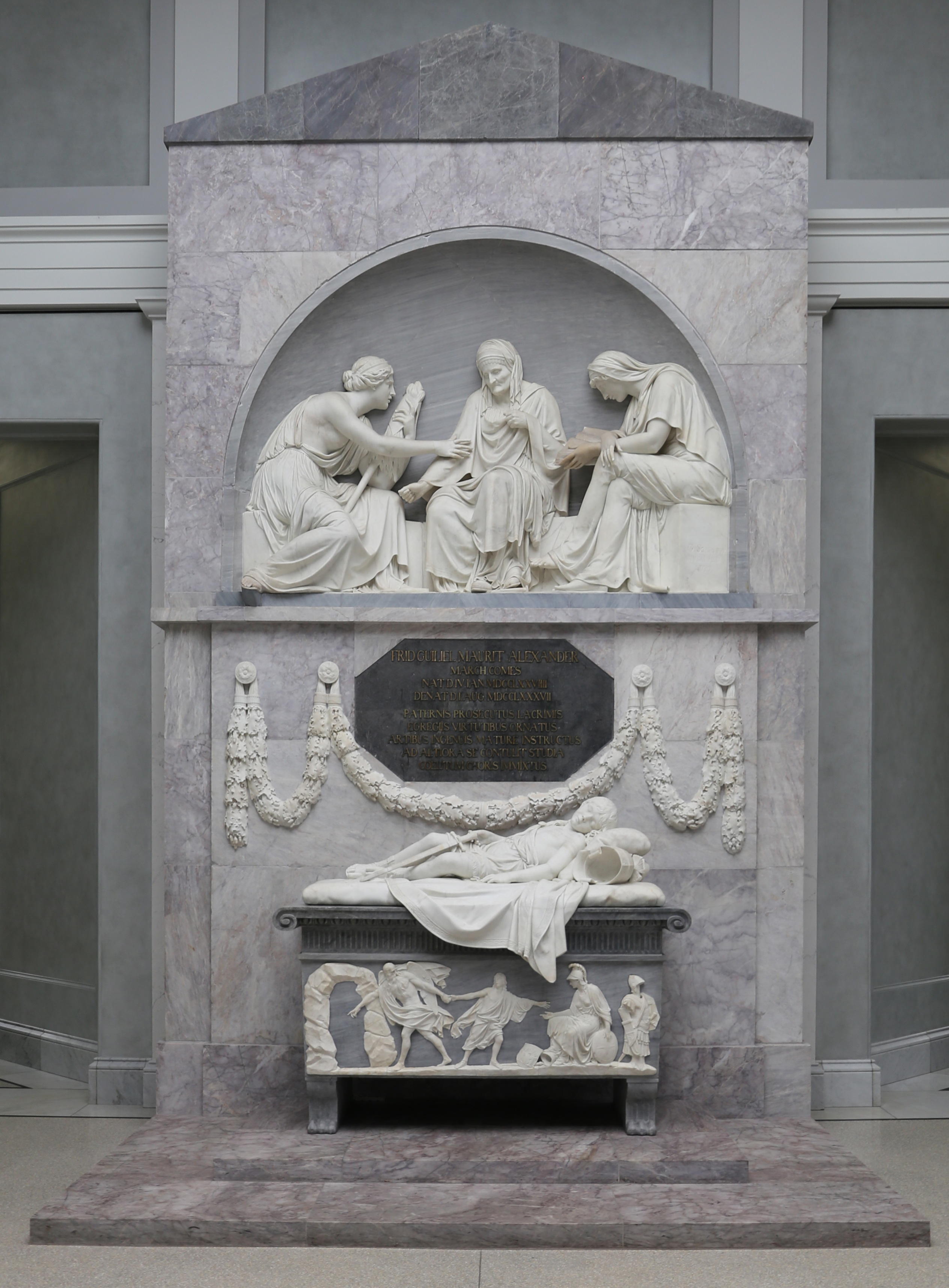
Надгробие графа Александра фон дер Марка. 1788—1790. Мрамор. Старая национальная галерея, Берлин
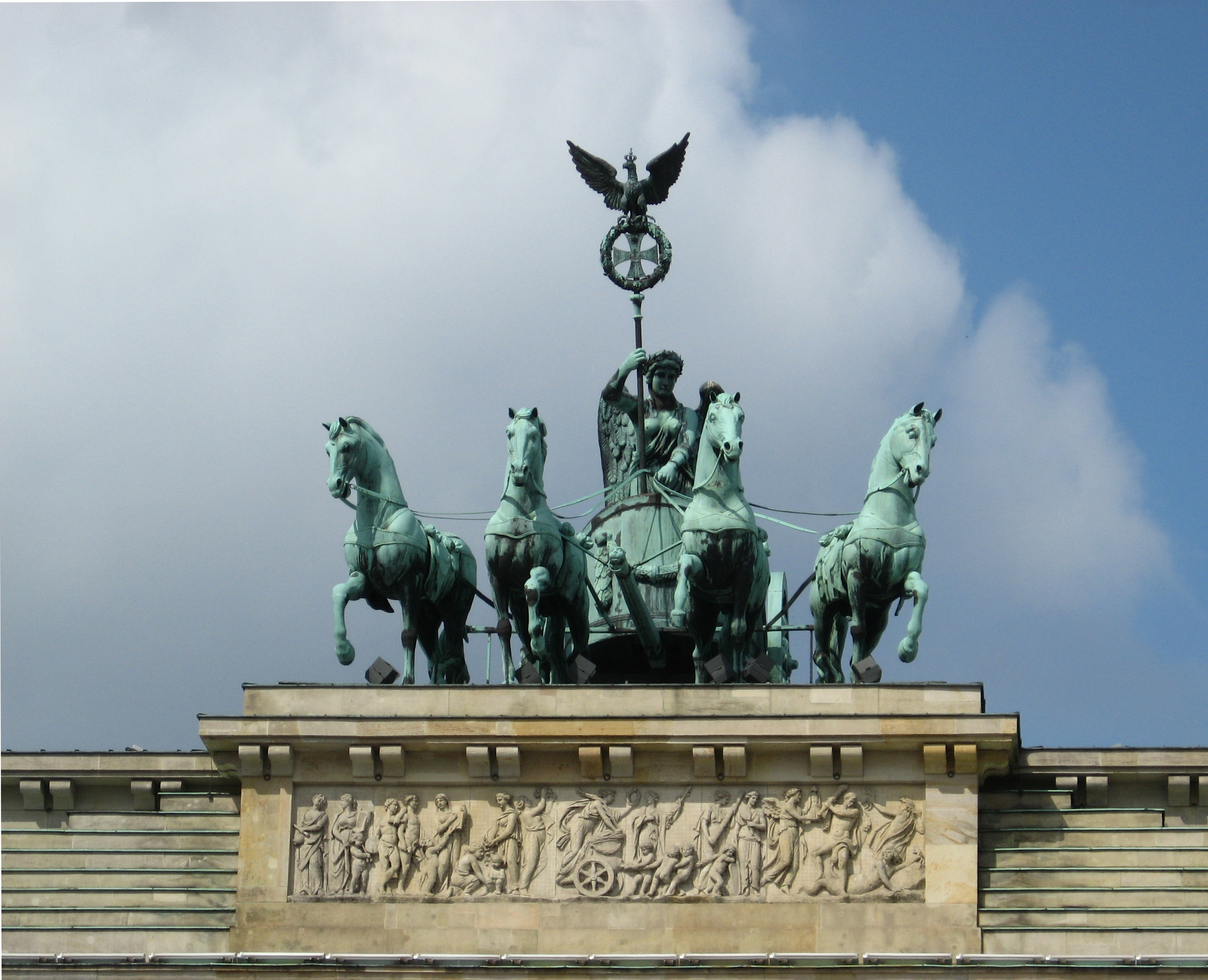
Квадрига Бранденбургских ворот в Берлине. 1789—1794. Бронза. Разрушена в 1945 г.; в 1957—1958 гг. установлена копия
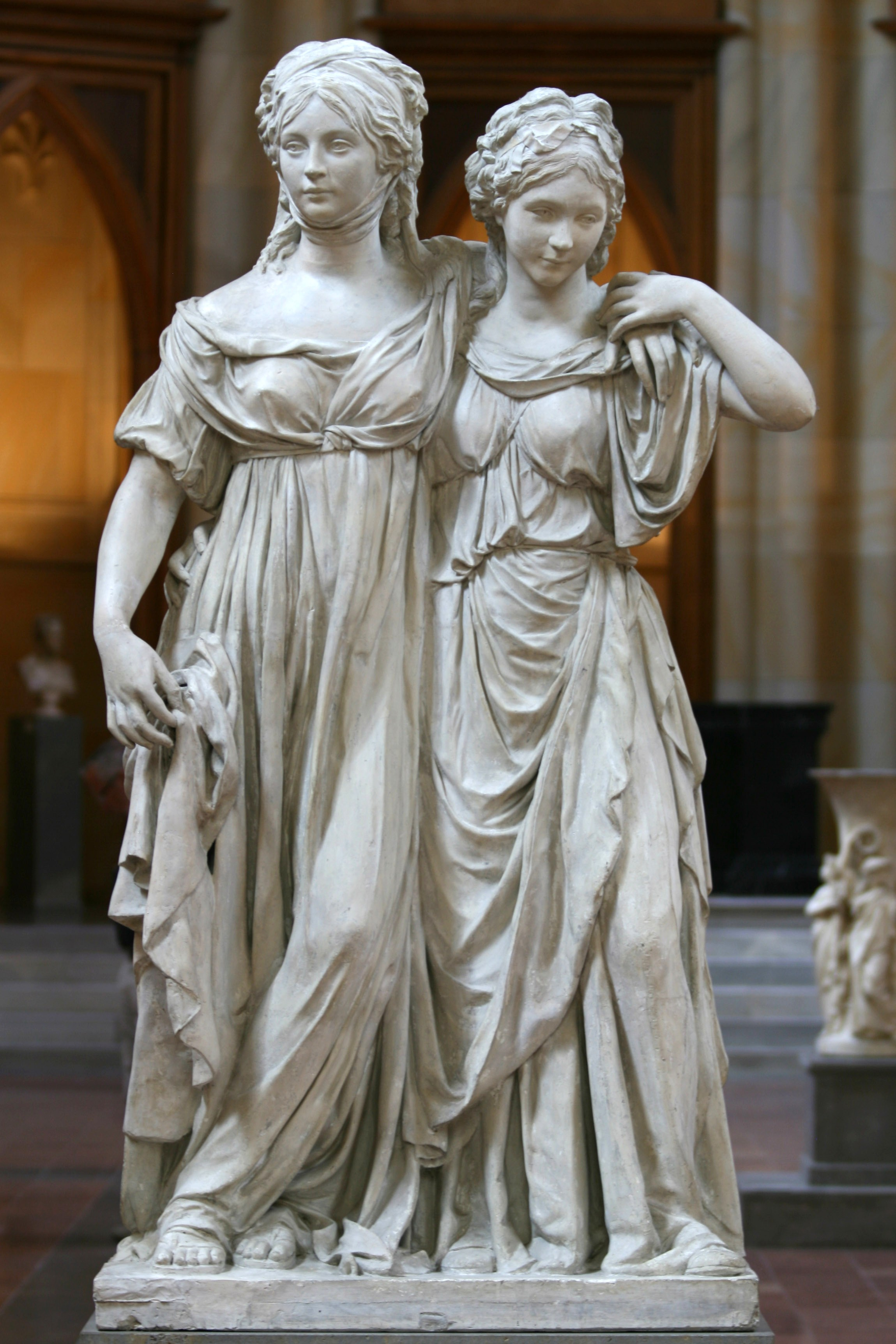
Принцессы Луиза фон Мекленбург-Стрелиц и Фридерика фон Мекленбург-Стрелиц. 1796—1797. Мрамор. Старая национальная галерея, Берлин. Гипсовый слепок: Фридрихсвердерская церковь (Музей К. Ф. Шинкеля), Берлин
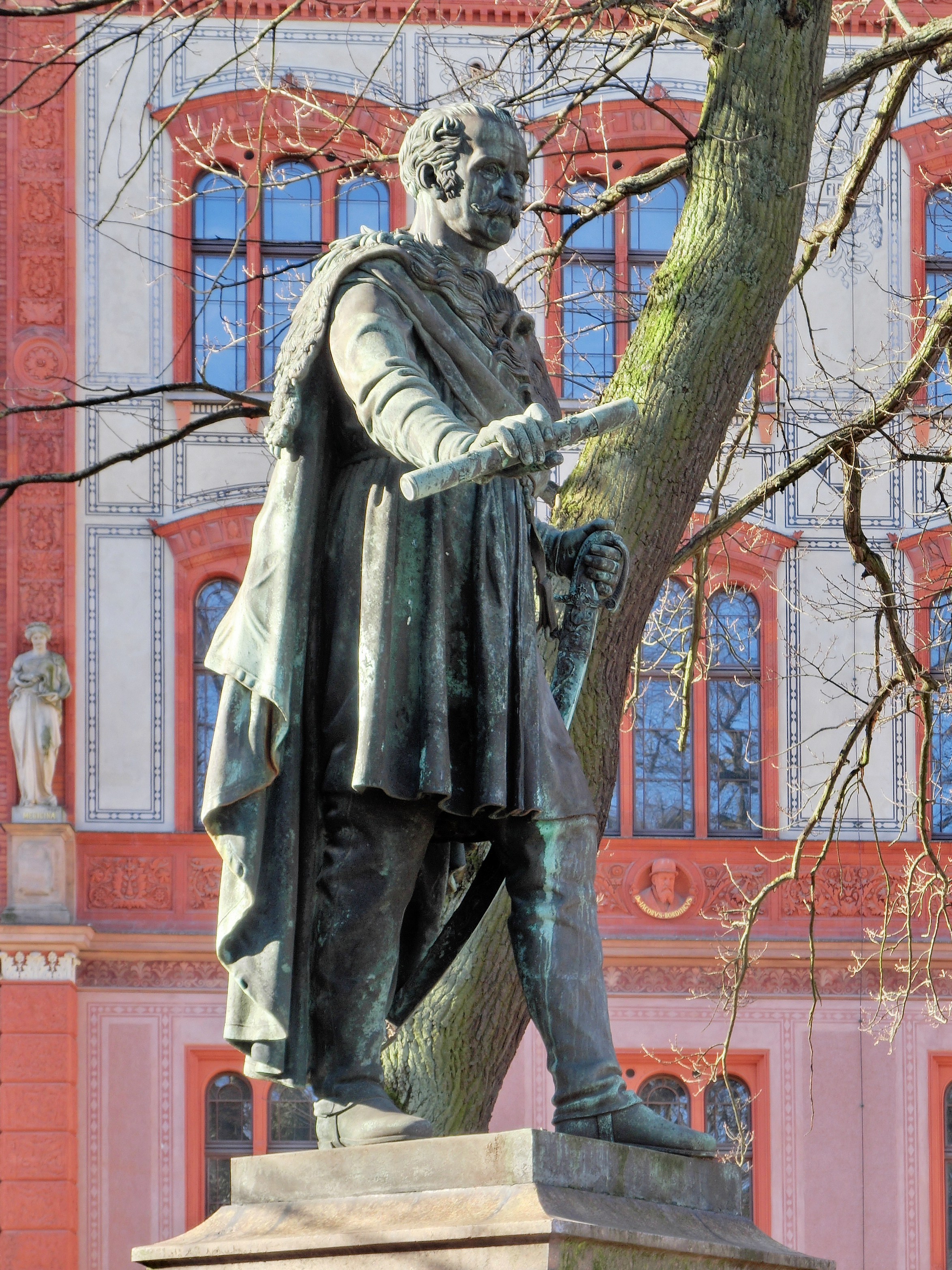
Памятник фельдмаршалу Г. Л. Блюхеру. 1819. Бронза. Росток
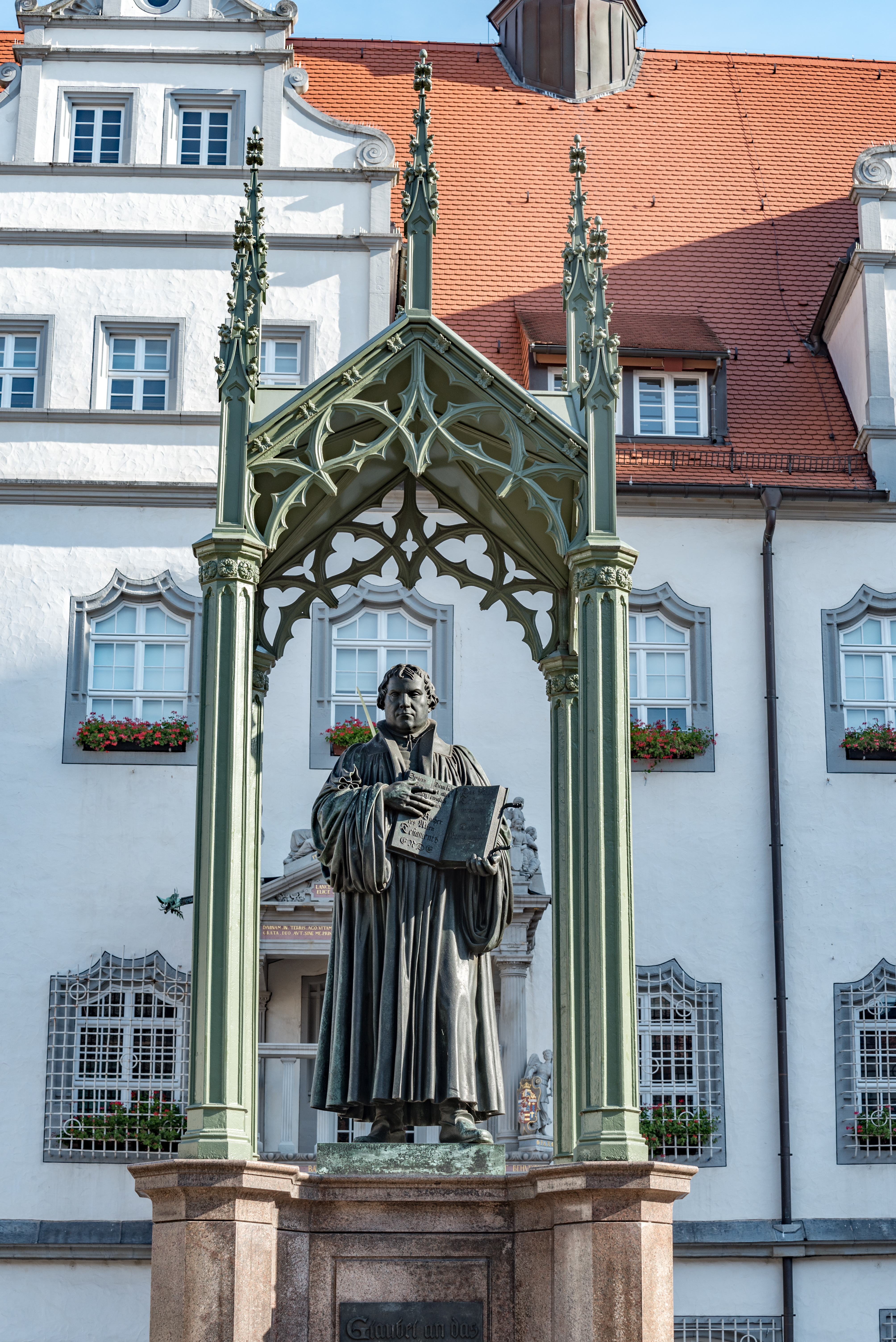
Памятник  М. Лютеру в Виттенберге. 1821. Бронза
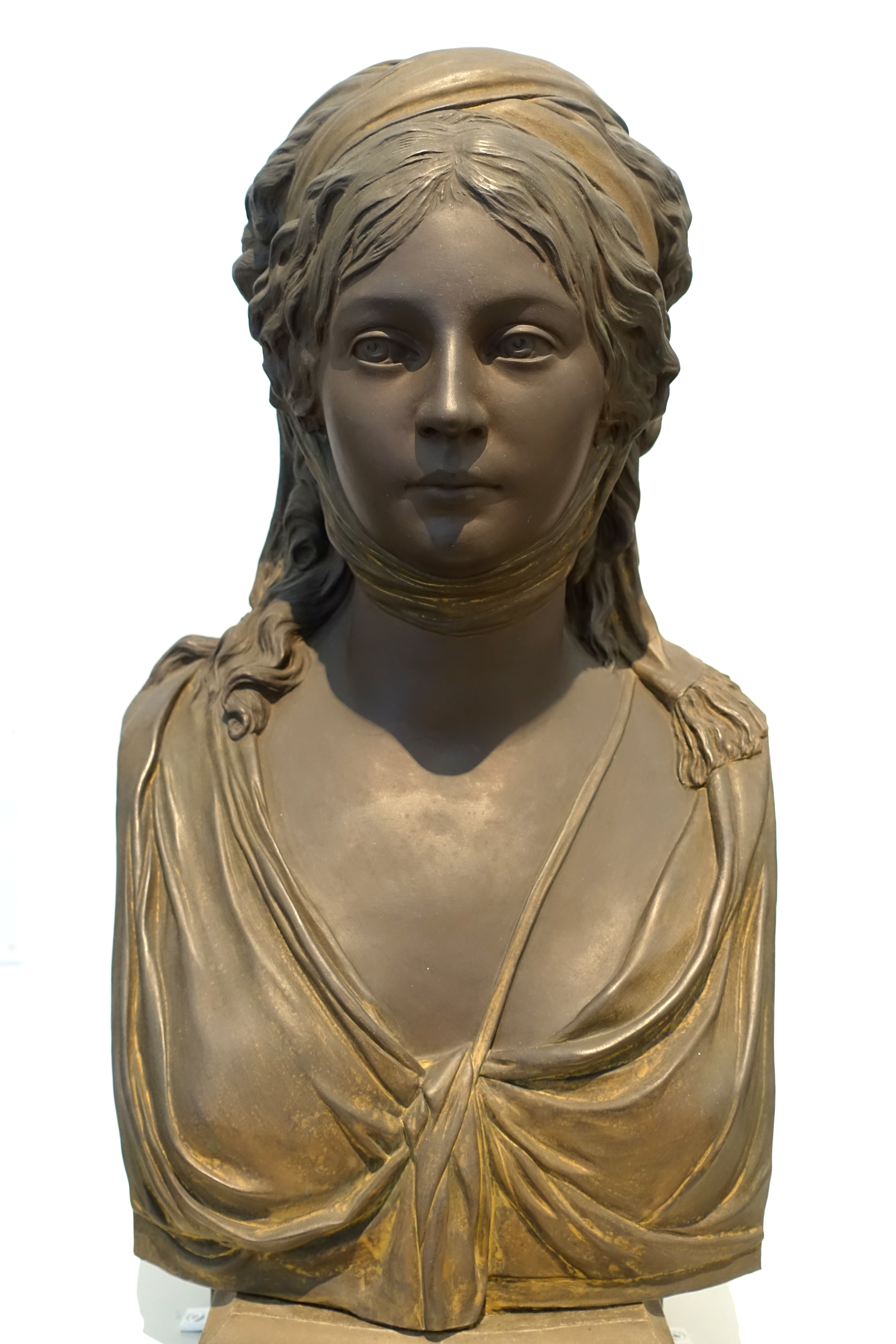
Бюст принцессы Луизы Прусской. 1794—1795. Королевская фарфоровая мануфактура. Германский национальный музей, Нюрнберг
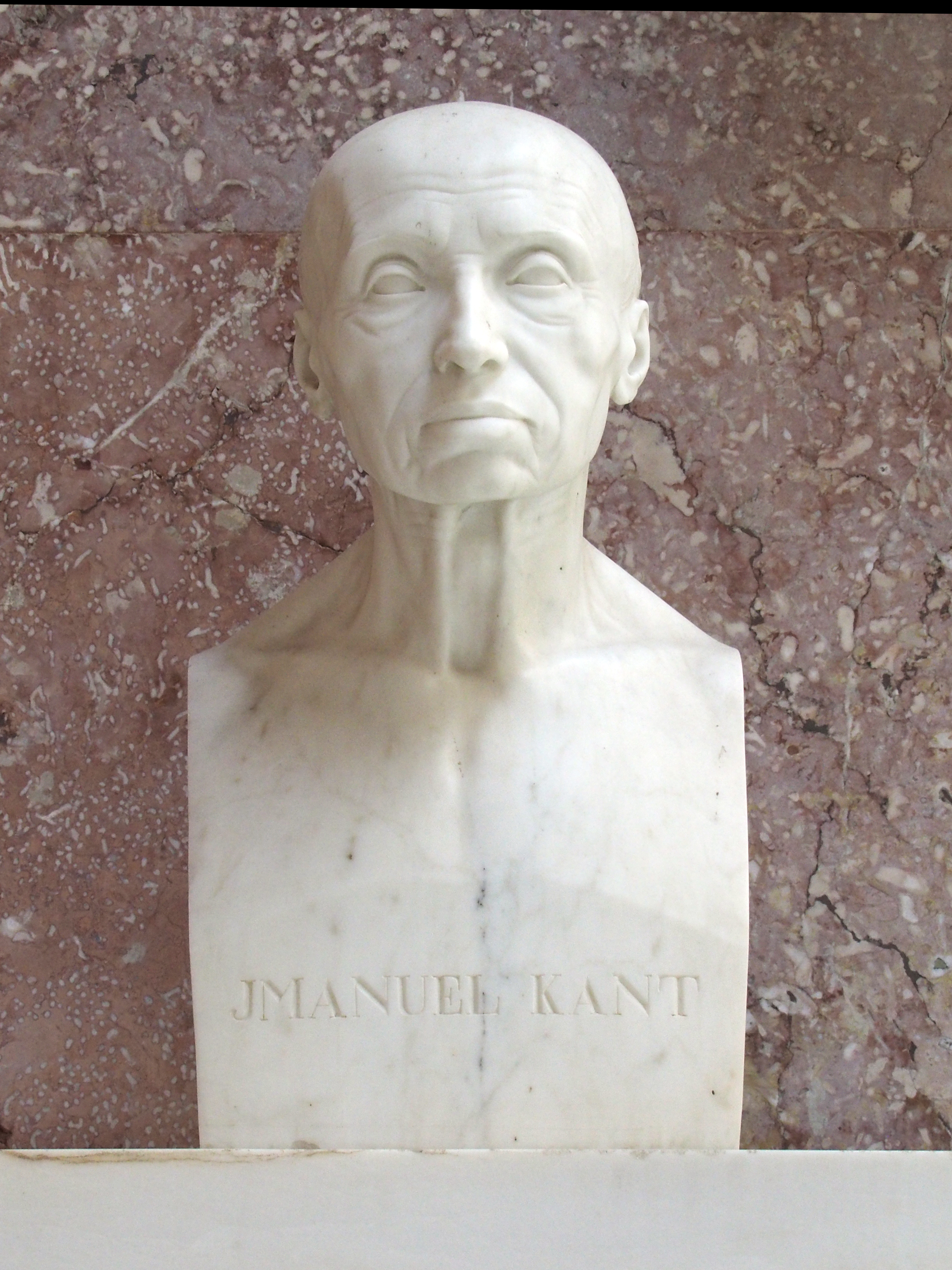
И. Кант. 1808. Мрамор. Бюст в Вальхалле, Регенсбург
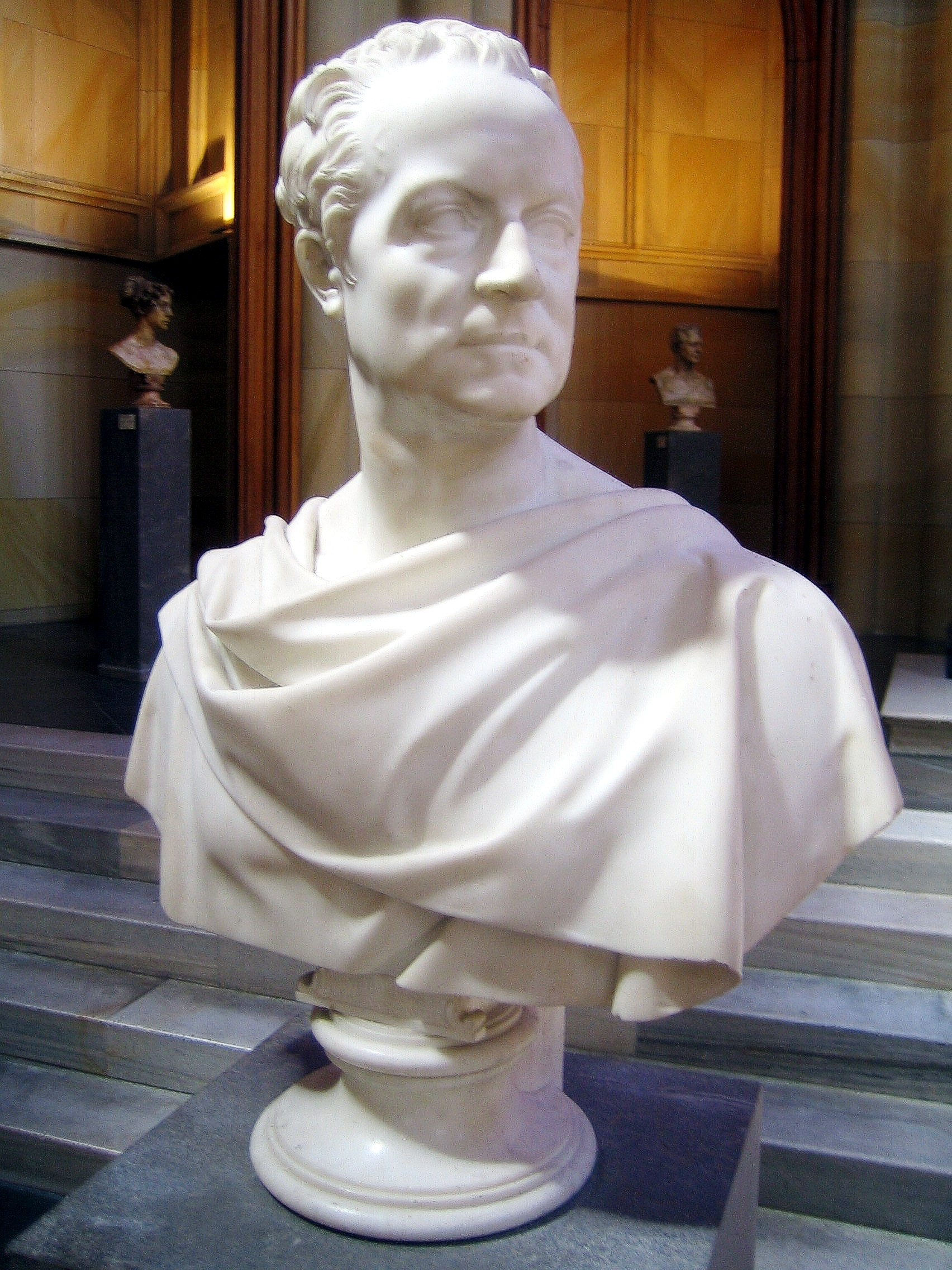
Портрет Карла Августа фон Харденберга. Мрамор. Фридрихсвердерская церковь (Музей К. Ф. Шинкеля), Берлин
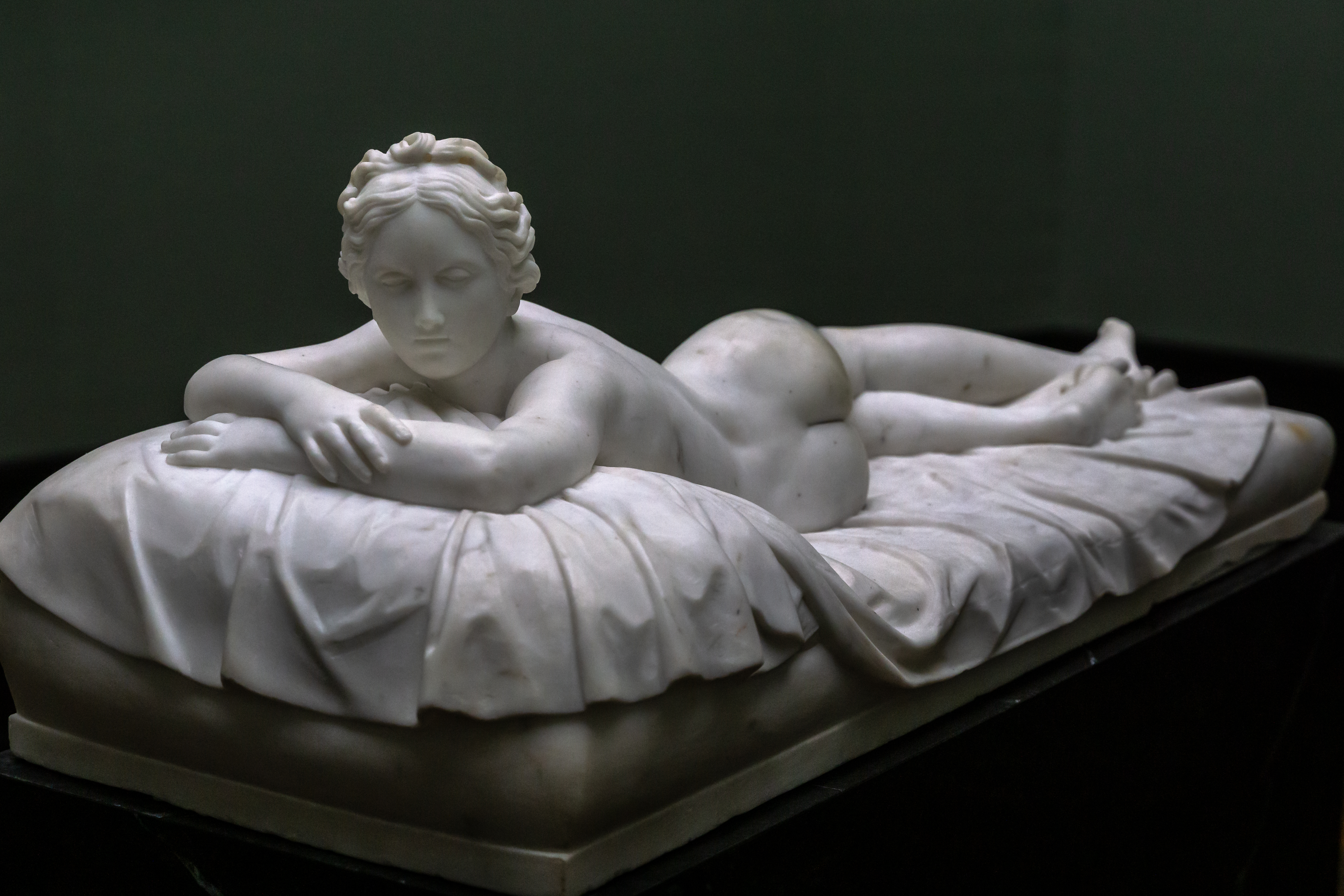
Отдыхающая девушка. 1826. Старая национальная галерея, Берлин

Cкульптурная группа «Кронпринцесса Луиза и принцесса Фридерика» была создана в 1796—1797 годах для Фридрихсвердерской церкви в Берлине (ныне музей К. Ф. Шинкеля). Памятник королю Фридриху II в Штеттине (1792—1793) не сохранился (поздняя бронзовая отливка находится в парке Сан-Суси в Потсдаме). Для Ростока скульптор создал в 1819 году памятник Г. Л. Блюхеру, для Виттенберга — монумент М. Лютеру (1821).
В октябре 1802 года Шадов посетил Гёте в Ваймаре, чтобы сделать его скульптурный портрет. Однако этот визит не дал результата (портрет был выполнен позднее). Для Берлинского монетного двора, построенного в 1798—1800 годах на Вердершер Маркт, он создал так называемый монетный фриз длиной 36 метров.
Шадов выполнил множество портретных бюстов, всего более ста. Среди них портреты К. М. Виланда (1805), И. В. Гёте (1822—1823, Старая национальная галерея, Берлин), Генриетты Герц (1783), Ф. Д. Гилли (1801).
Иоганн Готфрид Шадов был художником, всегда придерживавшимся классицистического и даже натуралистического взгляда на изобразительное искусство. По крайней мере, с 1800 года он видел себя в постоянном конфликте с зарождающимся романтически-идеалистическим течением, которое воплощали его ученики. Его самым значительным учеником был Кристиан Даниэль Раух. Другими важными учениками были его сыновья Рудольф и Вильгельм, а также Кристиан Фридрих Тик, Эмиль Вольф, Теодор Калиде, Карл и Людвиг Вихман.
После смерти в 1797 году Фридриха Вильгельма II, который был покровителем художника, Шадов постепенно отходил от официального прусского искусства в сторону романтического мышления и, по словам В. Г. Власова, «ему удалось соединить несоединимое — холодность официального прусского эллинизма и салонную чувствительность, героику и сентиментальность».
Шадов выполнял скульптурные украшения для многих зданий, спроектированных Шинкелем в Берлине, но и архитектора интересовали различные стилевые романтические течения, в том числе неоготика. Тем самым в русле официального имперского искусства подготавливалась новая романтическая эстетика периода историзма.

## Графические произведения
Шадов создал более 2200 офортов и литографий. В поздние годы он всё чаще обращался к графике и увлекался карикатурами. Некоторые из его карикатур, особенно на Наполеона Бонапарта, приближаются по качеству к английскому карикатуристу Джорджу Крукшанку. Одним из примеров является карикатура на урок фехтования 1814 года. Его интерес к физиогномике показан, среди прочего, в рисунке Гарри Мейти, который был первым гавайцем, приехавшим в Пруссию в 1824 году.

## Теоретические сочинения
- Учение о костях и мускулах (Lehre von den Knochen und Muskeln). 1830
- Поликлет, или о мерах человека в зависимости от пола и возраста (Polyklet oder von der Massen der Menschen nach dem Geschlechte und Alter). 1834
- Национальные физиономии, или наблюдения над различием черт лица и внешним обликом тела (National-Physiognomien oder Beobachtungen über den Unterschied der Gesichtszüge und der äusseren Gestalt des Körpers). 1835
- Произведения искусства и взгляды на искусство (Kunstwerke und Kunstansichten). 1849

## Шадов и шахматы
Шадов интересовался шахматами и хорошо играл, он стал одним из учредителей Берлинского шахматного клуба, первого в Германии. Он существовал с 1803 по 1847 год, часто назывался «Schadows Schachklub» именно в честь Шадова, учредителя и председателя клуба. Первоначально он включал до 34 членов, но в 1805 году их было уже 139. Клуб стал центром интеллектуальной жизни и свободомыслия Пруссии. Заседание клуба изображено на картине «Партия в шахматы во дворце Фосс в Берлине» Иоганна Эрдмана Хуммеля.

## Потомки
Сыновья Шадова также занимались скульптурой и живописью:
- Карл Зено Рудольф (Ридольфо) Шадов (1786—1822) — скульптор,
- Фридрих Вильгельм (1788—1862) — живописец,
- Феликс Шадов (1819—1861) — живописец-портретист.